# 日立製作所
日立製作所（日语：／ Hitachi seisakusho */?），簡稱日立（HITACHI），是源自日本的跨國電機及電子公司，亦為日本規模最大的綜合電機製造商，總部位於東京丸之內。日立在2018年《财富》世界500强排行榜中排行第79位，在富比士全球2000大企業中排行第178名。是日經平均指數成份股之一。

## 歷史
1906年，從事電機工作多年的小平浪平，在當時久原財閥當家久原房之助的邀請下，進入久原財閥的久原礦業所（1912年9月18日改稱「久原礦業」，今JX金屬前身）旗下、位於今日本茨城縣日立市的日立礦山（礦山等同於中文所指的礦場）擔任工作課長，負責維修及設計土木工程、機械與電氣設備。在久原房之助的支持下，小平浪平在1910年於礦場旁興建機械修理工廠，成為日立製造所的最早源流。原本此工廠僅負責礦場內的機械維修，但隔年開始生產變壓器、電動機、發電機、電力機車等重電設備，受到礦場以外人士的歡迎。
1911年7月，小平浪平成立的機械修理工廠從日立礦山獨立成為「久原礦業所日立製作所」，除了擴大產品種類外，也開始在其他城鎮設廠。1918年，日立製作所將總部遷往東京。至1920年2月1日，日立製作所完全從久原礦業所分離為獨立企業，改稱「株式會社日立製作所」沿用至今。身為公司創始地的日立市，日立製作所至今在當地仍然是相當重要的經濟支柱。
日立本以生产重型电机为主，後經過多元發展，成立多家子公司。其中以萬勝（Maxell，也音譯為麥克賽爾）为品牌，生产電池、磁帶、軟盤、CD-R/CD-RW、DVD+R/DVD+RW等儲存媒體的日立萬勝株式會社（Hitachi Maxell, Ltd.）即日立的一家子公司，它与韓國LG合作生產光碟驅動器，公司名為日立樂金數據儲存公司（Hitachi-LG Data Storage, Inc.）。而日立先端科技公司，也延續日立全球化的精神，擔任半導體生產設備、液晶生產設備、光學讀寫頭、ISDB-T數位電視模組、半導體實裝設備、遮斷器設備、電子零組件、材料、資訊設備等的銷售、進出口、安裝以及維護，成為日立海外市場重要的據點，而此公司自1982至84年間在香港擁有空調和電冰箱銷量雙冠軍之證明。
2012年10月30日日立（Hitachi）以6.96億英鎊（11.2億美元），收購德國公用企業RWE及E.ON旗下於英國的核電項目Horizon，並投資200億英鎊在英國興建最少4個核發電反應堆。
2015年10月8日江森自控和日立空調•家用電器株式會社以60：40的股比共同出資成立江森自控-日立空調，該合資企業全球擁有約13800名員工及24家製造廠，不包括日立家電株式會社在日本的銷售和售後服務業務。
2017年1月13日，科爾伯格-克拉維斯-羅伯茨以1,471億日圓（合13億美元）收購日立製作所旗下的電動工具子公司日立工機，公司將更名為工機控股株式會社HiKOKI，2018年6月1日起生效，擁有麦太保、SANKYO、Tanaka、CARAT、闽日、himac。
2017年4月25日，日立斥資12.45億美元收購Accudyne子公司美國壽力（SULLAIRCORP）的工業用空氣壓縮機的相關資產。
2017年12月9日科爾伯格-克拉維斯-羅伯茨以每股3132日圓，斥資30億美元收購日本半導體設備製造商日立國際電力（Hitachi Kokusai）。
2018年12月17日 法國佛吉亞以1410億日元（合12.6億美元）向日立收購日本汽車導航系統製造商歌樂（Clarion）63.8%的股權，並計劃在交易完成後向少數股東提全面收購，交易完成後，佛吉亞將在日本建立一個全新的業務板塊，名為佛吉亞歌樂電子系統公司，
2018年12月17日，日立與瑞士ABB達成最終協議，日立以7,040億日圓（約合64億美元）收購瑞士ABB集團電力系統部門80.1%的股份，並在四年後轉為旗下的全資子公司。
2019年4月25日，日立斥資14.25億美元收購美國機器人系統整合商JR Automation，正式進軍北美的工業用機器人系統整合 (SI) 市場。
2019年4月25日，日立決定出售集團的核心子公司，在東證主板上市的化工企業日立化成，日立製作所持有日立化成51.24%的股份。
2019年10月30日，日立全資子公司日立汽車系統株式會社將和本田汽車旗下3家汽車零部件公司，包括Keihin Corp.、Showa Corp，以及日信工業株式會社，合併成一間的銷售額1.7964兆日圓(約170億美元)，的日本第三大汽車零組件生產商，日立將持有新公司日立安斯泰莫株式会社的66.6%，本田汽車將持有餘下的33.4%
2019年12月18日昭和電工以公開要約收購向日立制作所和其他股東收購，在東證主板上市的化工企業日立化成，預計，收購金額預計達到9640億日元（685.4億港元），日立製作所將通過TOB出售持股51.24％的全部股票，價值4940億日圓（約351.2億港元或45.4億美元）
2019年12月18日富士軟片以1790億日元（127.3億港元）向日立制作所收購計算機斷層掃描裝置（CT）和磁共振成像設備(MRI)等圖像診斷設備業務。
2020年12月，日本經濟新聞報導，日立製作所已經決定了將海外家電業務出售給土耳其家電企業 Arcelik 的計畫日，2019年，以冰箱和洗衣機等白色家電為主體的日立家電業務佔營業利潤率不到5％。同月21日，Arçelik (持股60%)和日立簽署了股份購買協議建立新的合資公司，將日本以外的家電業務轉移至新公司，新成立的合資公司將生產和銷售日立品牌家電（包括冰箱、洗衣機、吸塵器等）並提供售後服務，服務範圍將涵蓋日本市場以外的全球市場。
2020年12月24日，日立製作所宣布將該集團旗下負責製造、銷售生活家電的泰国全資子公司 HCTL 全部股票賣給中國美的集團，HCTL 生產冰箱使用的压缩机等零件，日立在日本國內外市場銷售的冰箱，使用的壓縮機都幾乎來自該公司。
2022年1月14日，宣布將日立建機26%的股權出售給伊藤忠商事和 Japan Industrial Partners，4月28日，宣布將其持有負責管理航运物流業務的日立交通系統 40%股權中的30%出售給美國投資公司KKR & Co.。

### 反托拉斯事件
2009年3月10日美国司法部指出，日立旗下的日立监视器公司，因共谋操纵液晶监视器（LCD）面板价格，已经认罪并同意支付3,100万美元罚金，愿意配合美国政府的反托拉斯调查。

## 事業部門
旗下共有八個事業部，包括IT板塊、能源板塊、工業板塊、移動板塊、生活板塊（含日立高新技術）、子公司日立建機（擬出售）、日立金屬（擬出售）出售）（FY2020）。（結構更改為截至 3 月的財政年度的財務報告的新部分）

### IT部門
以“通過與客戶的共同創造，為社會創新事業做出貢獻”的經營方針，開發系統集成、信息處理設備、通信設備等（退出製造）。
信息設備包括與IBM兼容的大型通用機器（硬件由IBM提供）、PC服務器/Unix服務器、偽向量超級計算機（與IBM合作的SR系列）、工業PC和磁盤陣列設備。特別是，我們正在加強與物聯網合作的雲計算相關業務。至於辦公電腦，惠普以 OEM 形式提供的 Flora 系列已於 2017 年停產。
在通信設備方面，與富士通、NEC、衝電氣工業一起，作為所謂的電電家族的一員，我們向包括集團公司在內的NTT集團提供交換機等通信設備，但我們處於中等水平與衝電氣並列。 2004年10月，通過合資成立日立歐姆龍終端解決方案，將金融機構的 ATM 製造分拆出來，但收購了歐姆龍的全部股份，現在的公司名稱為日立渠道解決方案。
Hitachi Solutions 和 Hitachi Systems 作為系統集成商，開發信息系統和外包外包。它擁有32,140名員工。相關公司包括日立國際電機。

### 能源板塊
除了製造發電機、變壓器和電力設備外，它是日本三大核反應堆製造商之一，並將從GE引進的沸水反應堆技術提供給包括東電和東芝在內的電力公司正在做的事情。在涉及核電的人中，“信之日立”與“君子（或領主）三菱重工”、“商人（或武士）東芝”之類的企業文化，每個人都表現出積極性和作為一家企業，進取心，日立代表著最進取的東西。在核能發電方面，我們正在與GE進行業務整合（成立日立GE核能）。
汽輪機和大型鍋爐被轉移到與三菱重工合資的三菱日立動力系統（現三菱重工全資子公司三菱動力），然後轉移到三菱重工。
2012年，日立從富士重工（現SUBARU）收購風力發電機業務，正在開發和生產兩種風力發電機，一種主要安裝在陸地上，輸出功率為2000kW，另一種輸出功率為5000kW一旦合同產品生產完成，預計碼頭工廠（茨城縣日立市）的風力發電機將停止生產，並退出風力發電機的生產稻田。未來，我們將把重點轉移到子公司所屬德國製造商的風力發電機銷售，以及維護和運營支持等服務業務。
2020年7月，收購瑞士主要電氣設備製造商ABB的電網部門，成立日立ABB電網（現日立能源）。收購價格為68.5億美元（約合7400億日元）。隨著ABB的電網業務成為全球最大的業務，日立的輸配電業務通過此次收購成為全球最大的業務。

## 主要業務

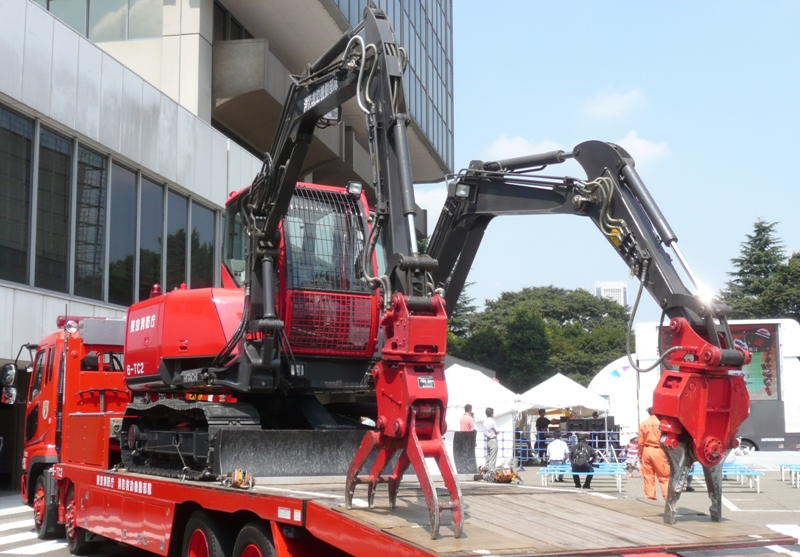
2008年底東京消防廳引進了市面第一台雙臂式作業機

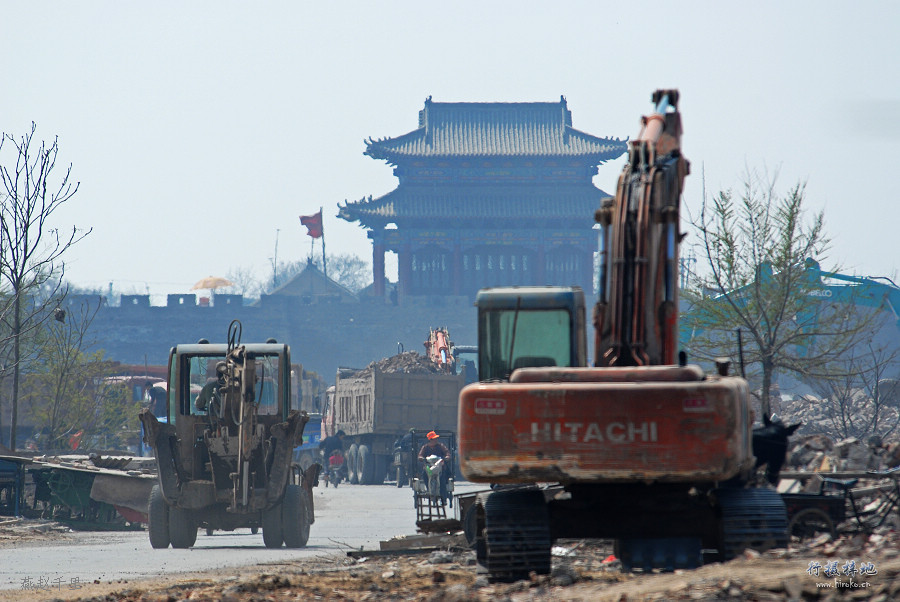
日立挖掘機於中國廣府城

### 產品
- 電動扶梯、升降機
- 超級電腦
- 鐵路車輛及其牵引传动系统
- 产业系统
- 電動工具
- 半導體
- 汽車零件

### 服務
- 金融服務
- 商業顧問

## 子公司
（括號內為持股比例）
- 日立先端科技

日立舊標誌

- 日立安斯泰莫株式会社（Hitachi Astemo）（66.6%）
- 日立ABB電網（80.1%）
- 日立建機
- ALAXALA Networks
- 日立樂金數據儲存：日立和LG合資成立的光碟機製造廠。
- Japan Display（10%）
- 日立軌道（Hitachi Rail）
  - 日立軌道義大利（Hitachi Rail Italy）
  - 日立軌道STS（Ansaldo STS）
- 福建日立（在华合资企业，以生产家电产品为主）
- 海信日立（在华合资企业，以生产空调器产品为主）
- 日立永大電梯股份有限公司

## 图集

### 办公场所

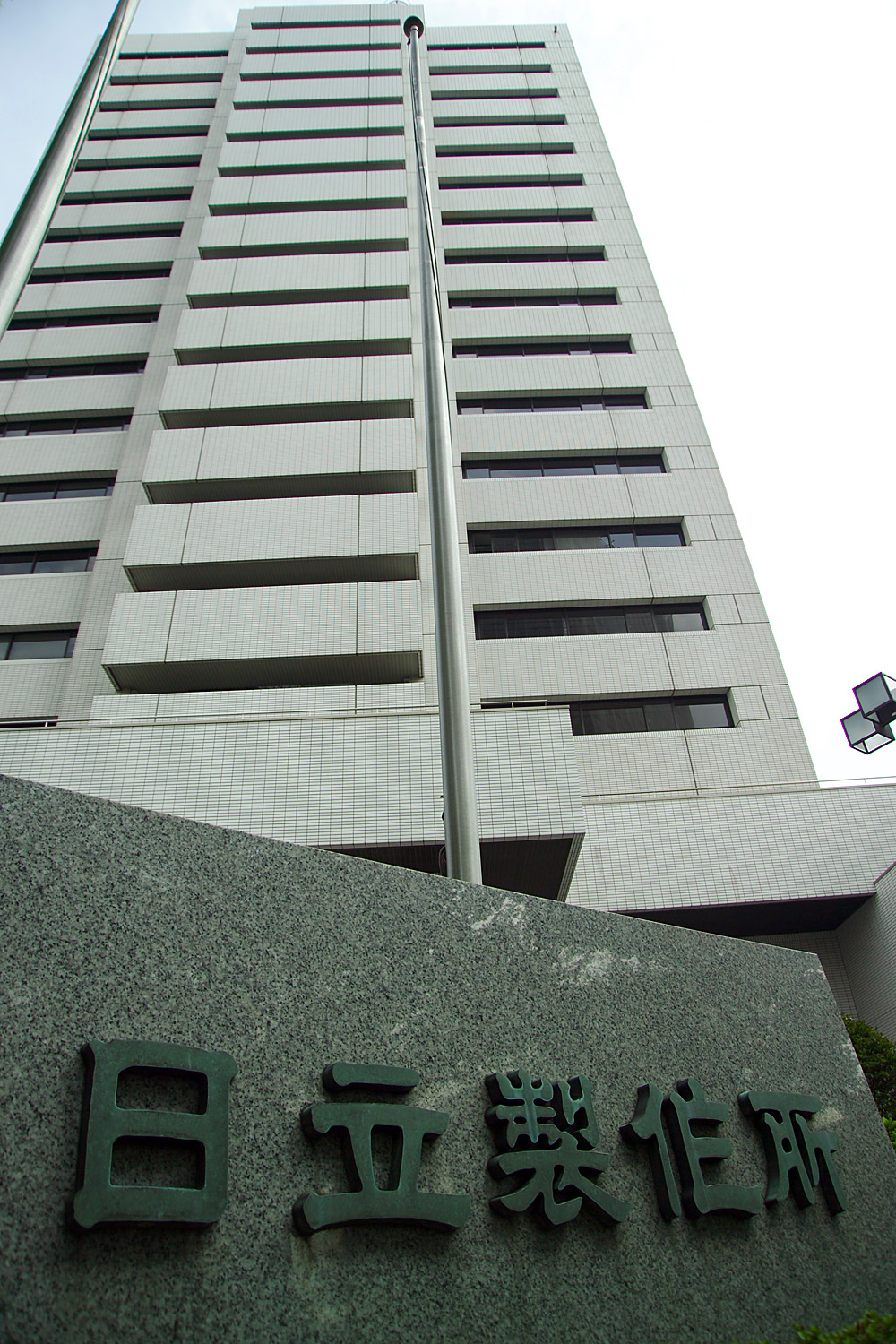
日立御茶水大樓（日立舊總部）
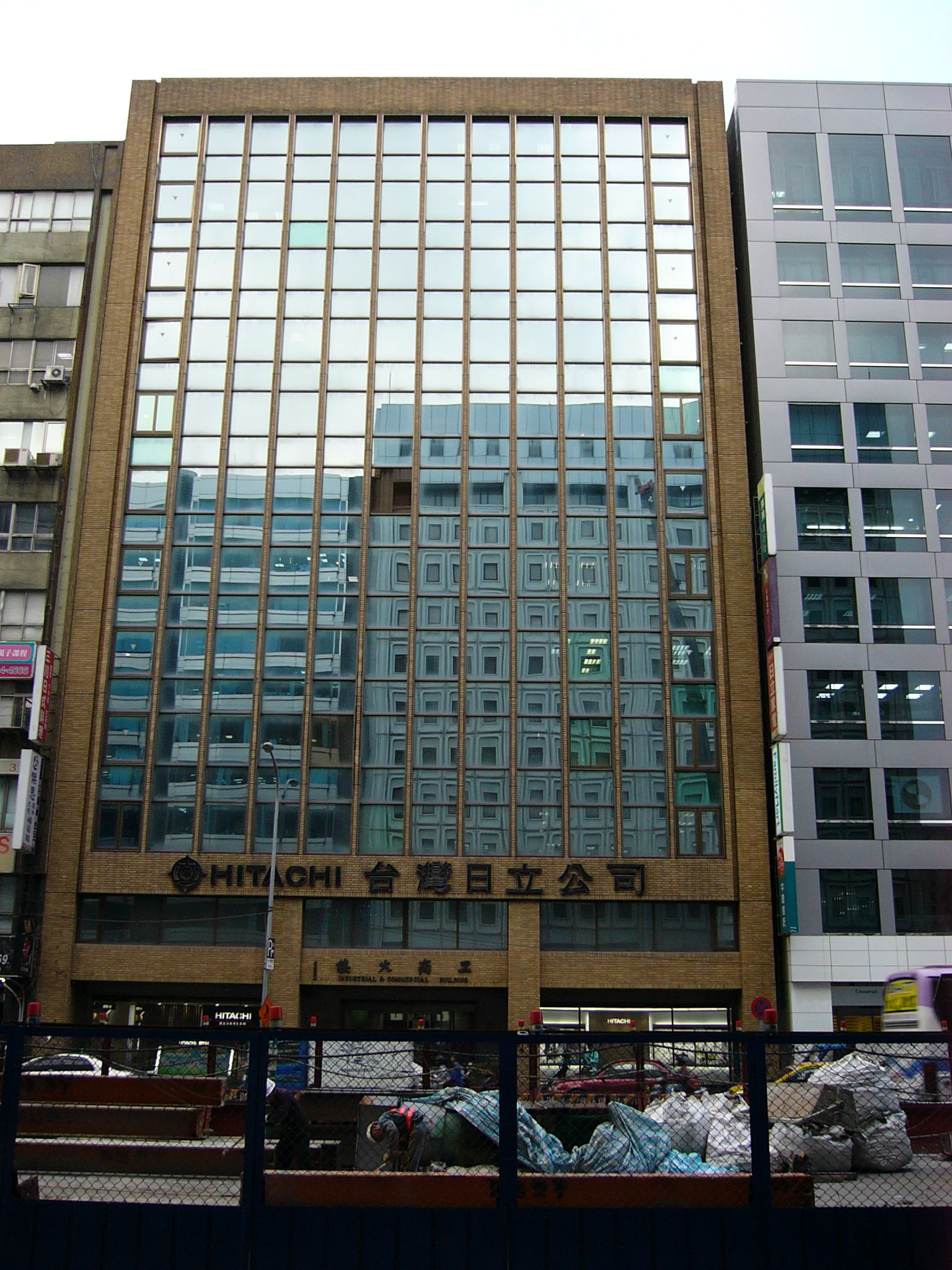
台灣台北市南京東路三段的「工商大樓」是台灣日立總部所在地
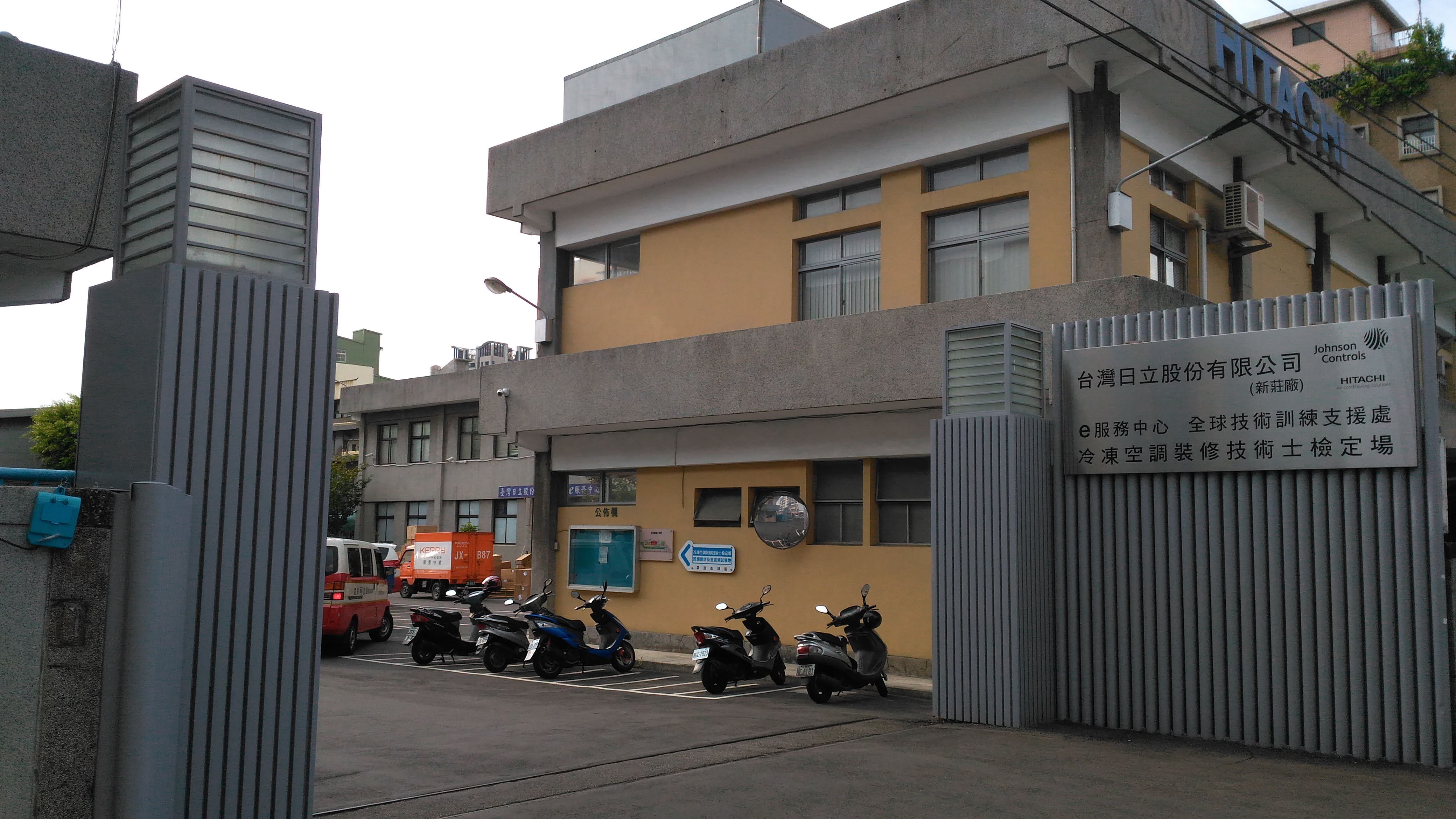
台灣日立新莊工厂及技師訓練中心
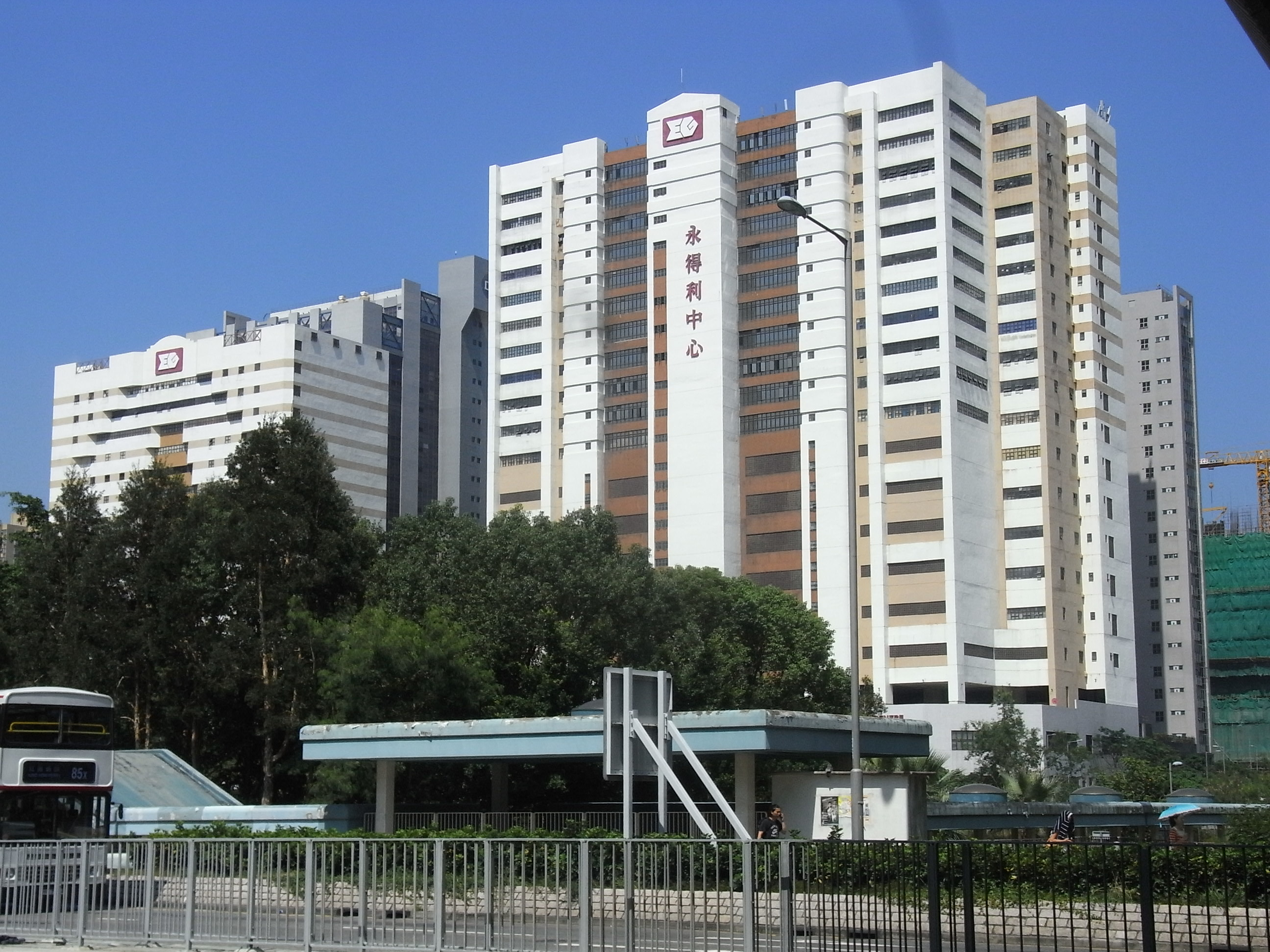
香港新界沙田的永得利中心是香港阿奇立克日立家電（香港）有限公司總部所在地

### 广告

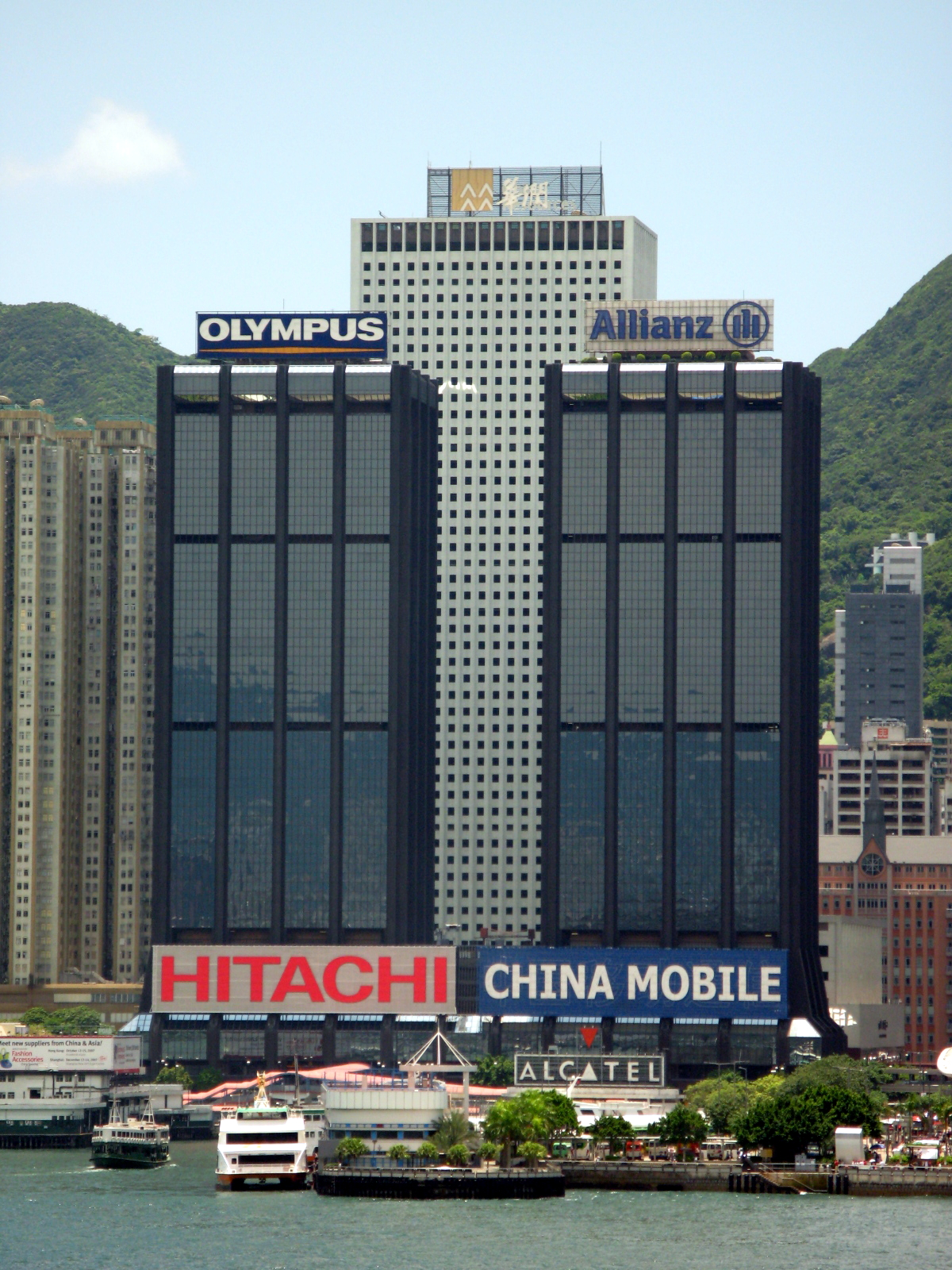
香港鷹君中心的日立廣告霓虹燈
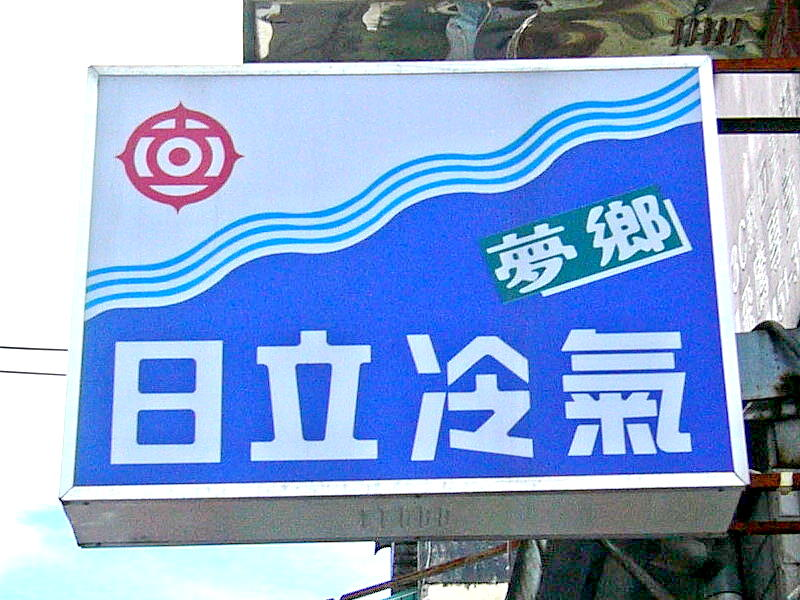
日立冷氣台灣經銷商認證招牌
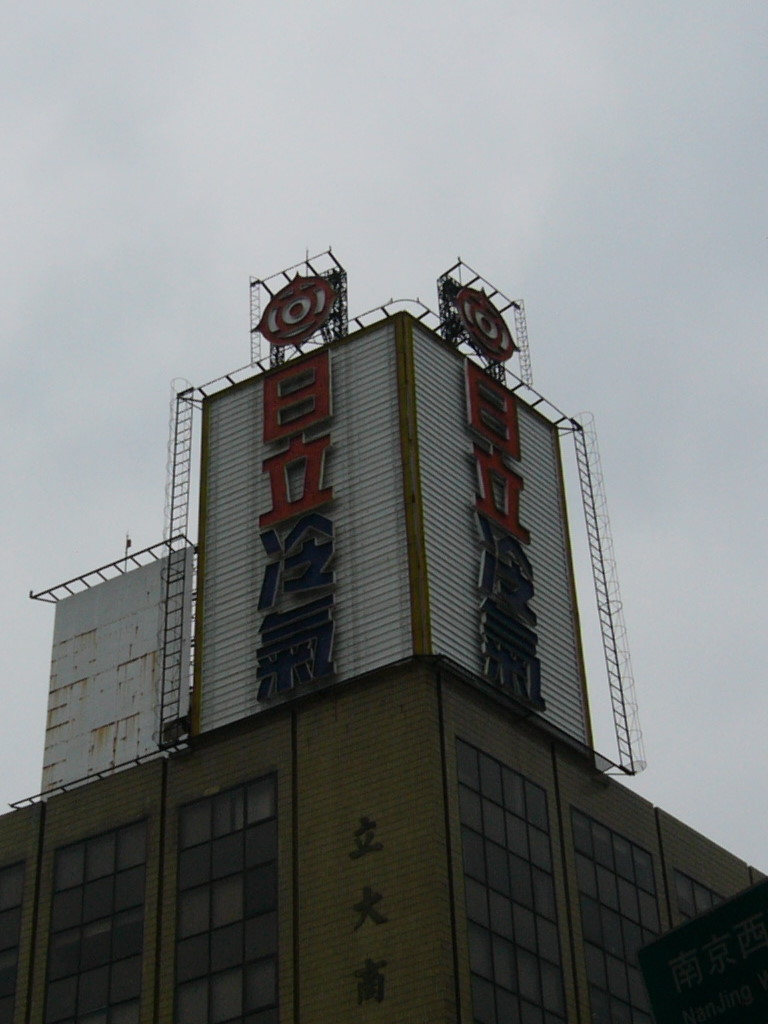
台北南京西路的日立大型招牌

### 铁路车辆及其牵引传动系统

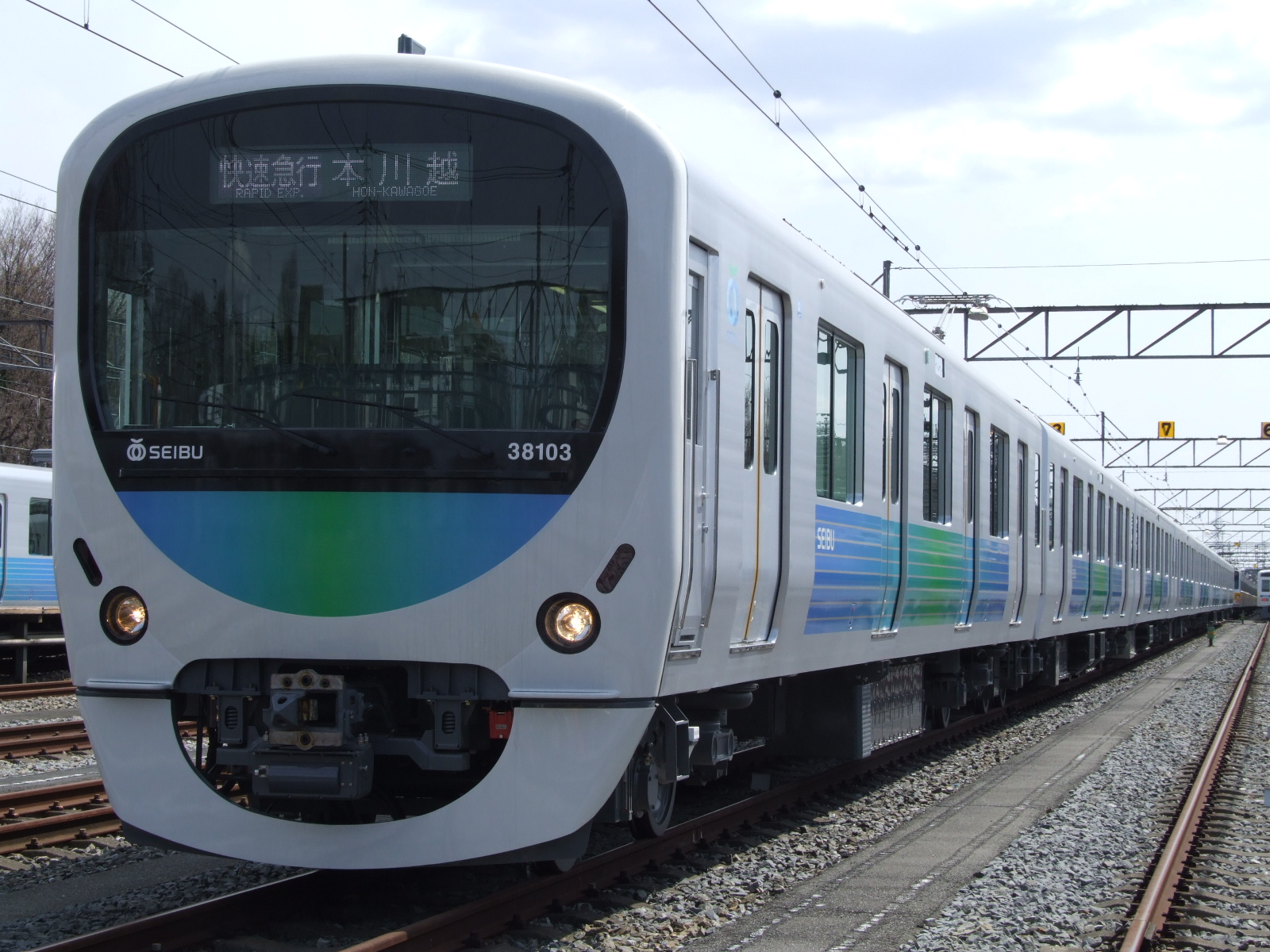
西武鐵道30000系電車（日语：西武30000系電車）
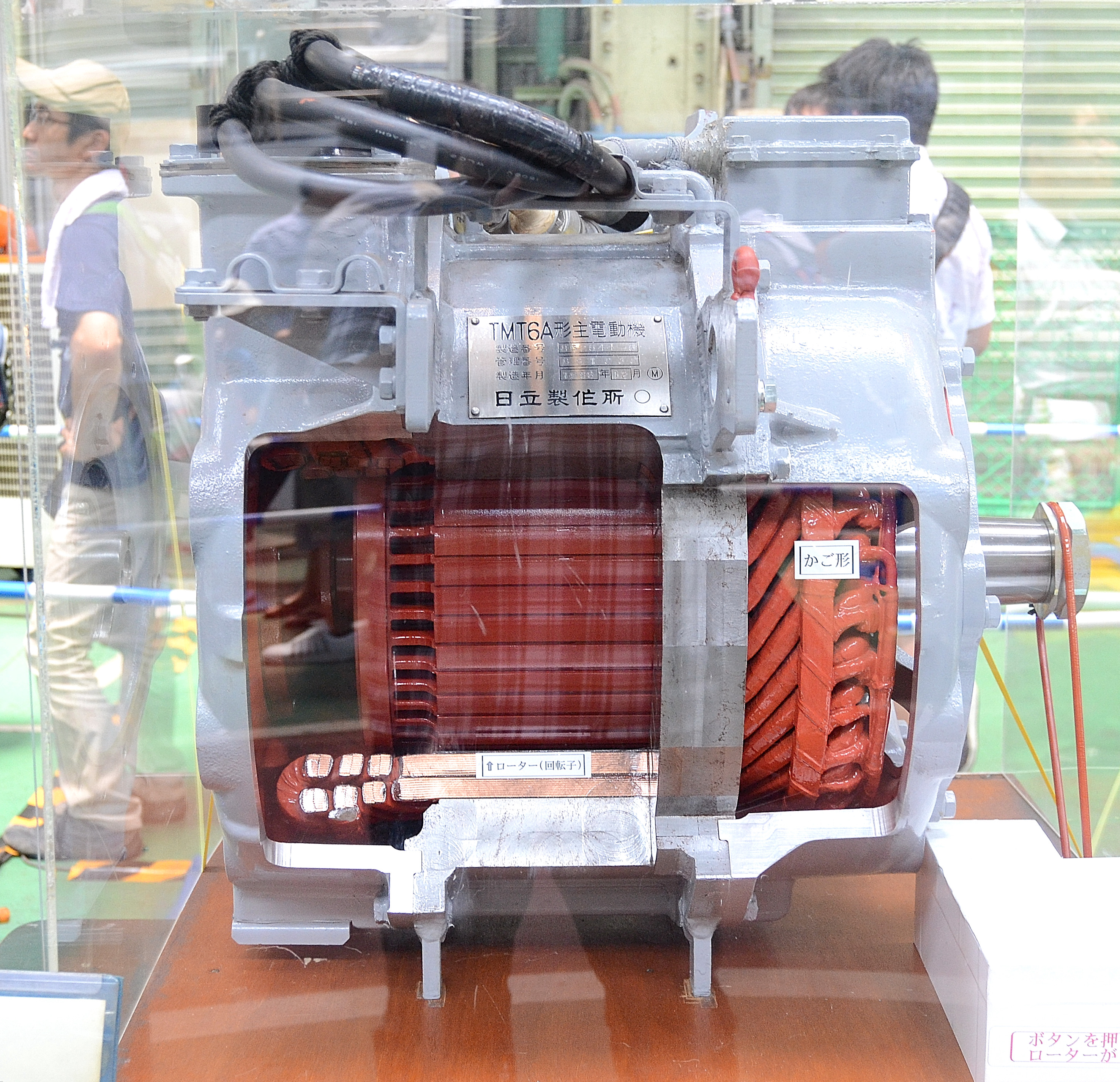
新幹線700系動車組用 TMT6 型牵引电机
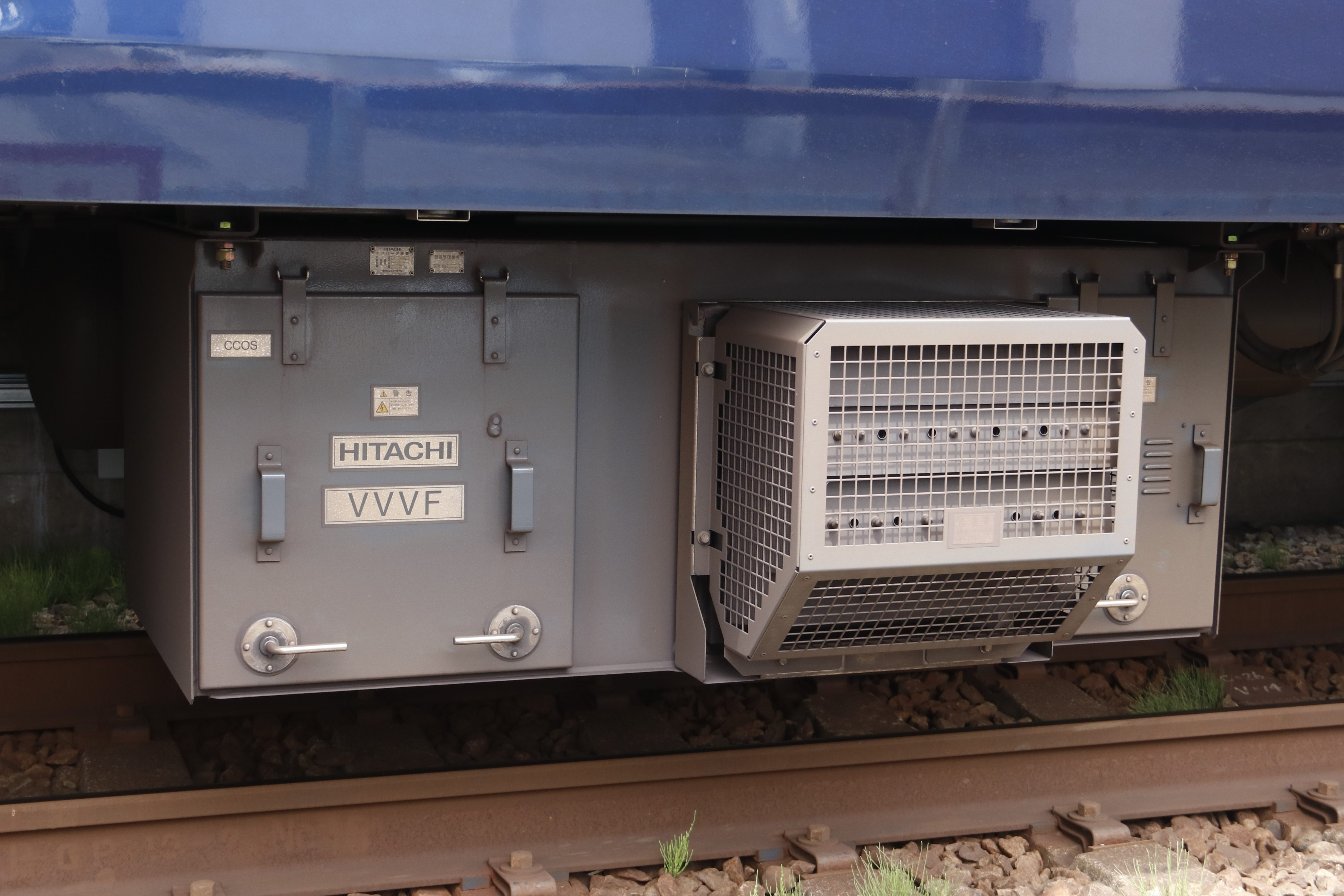
相铁20000系电车用 VFI-HR1421G 型牵引逆变器

### 其他产品

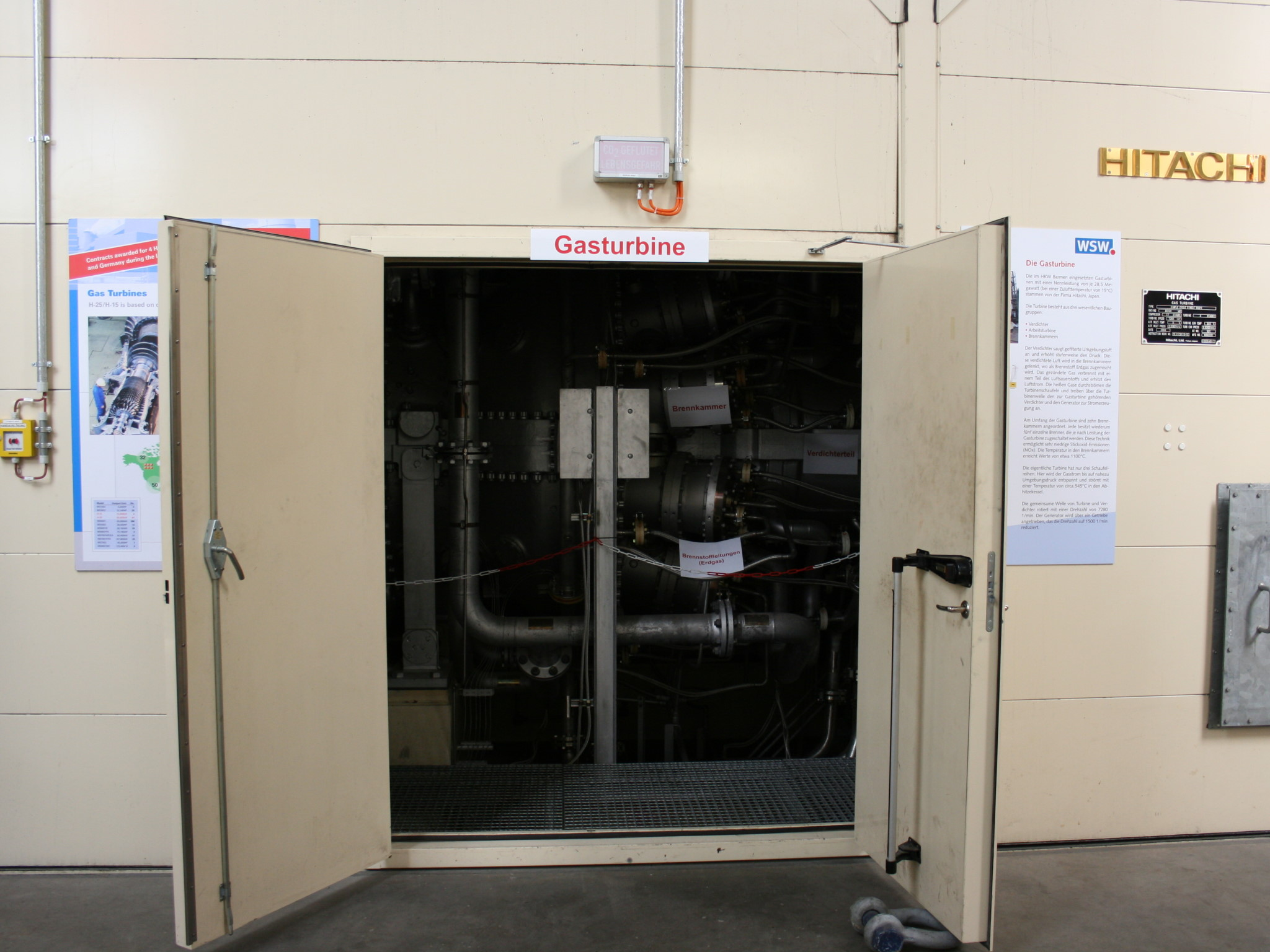
日立燃氣渦輪機發電組
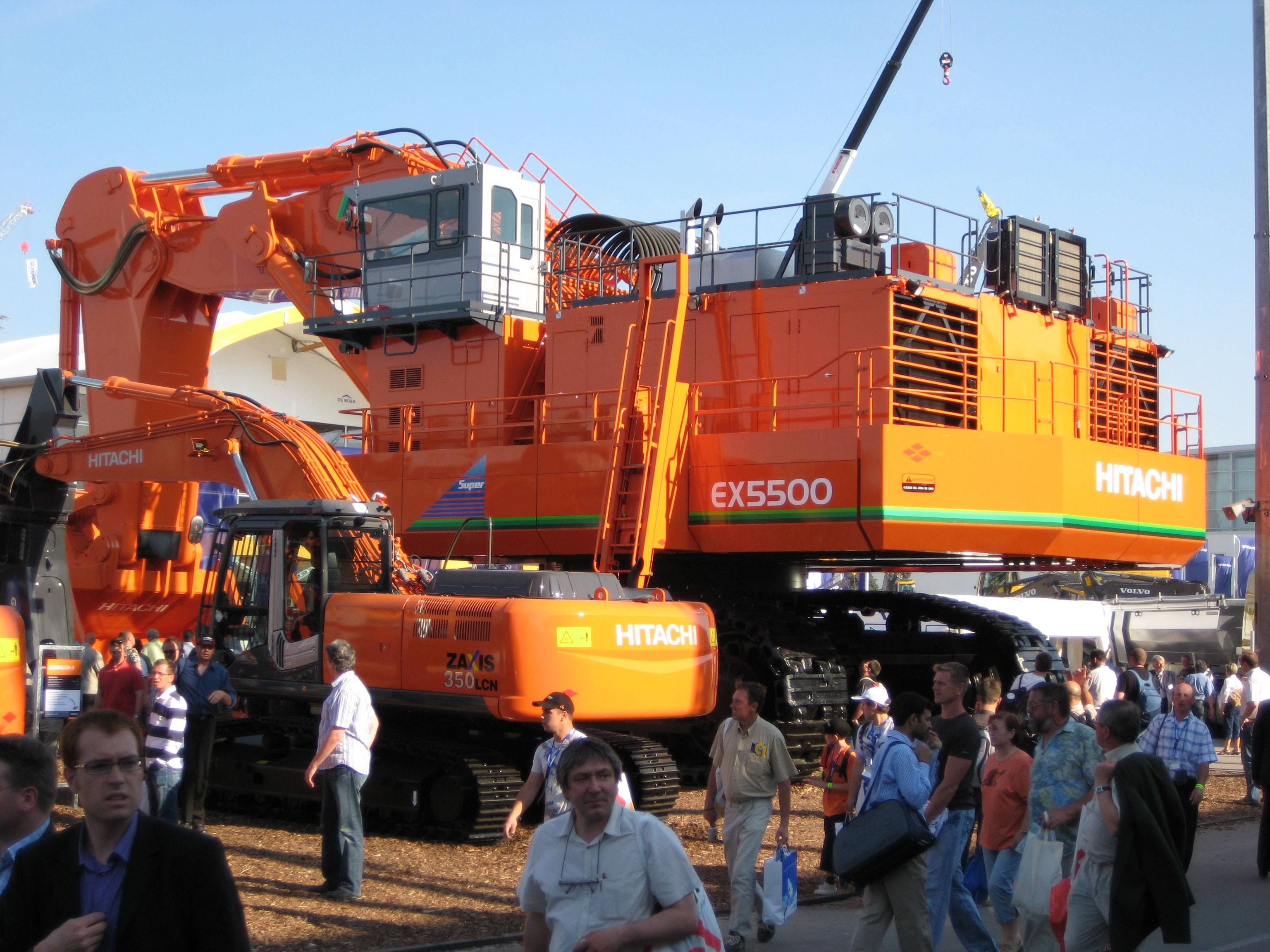
EX5500 挖掘机
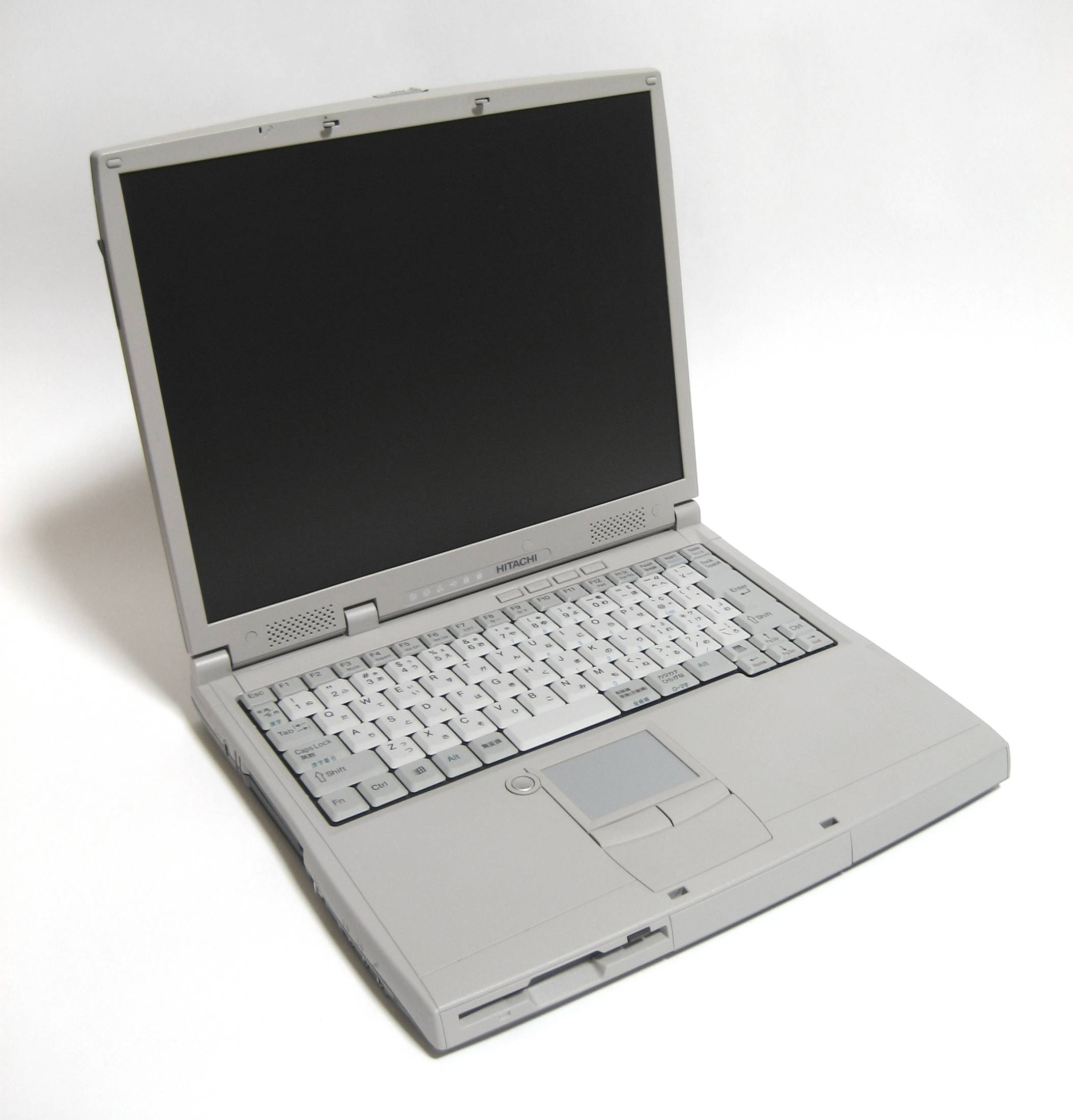
FLORA 270GX 笔记本电脑
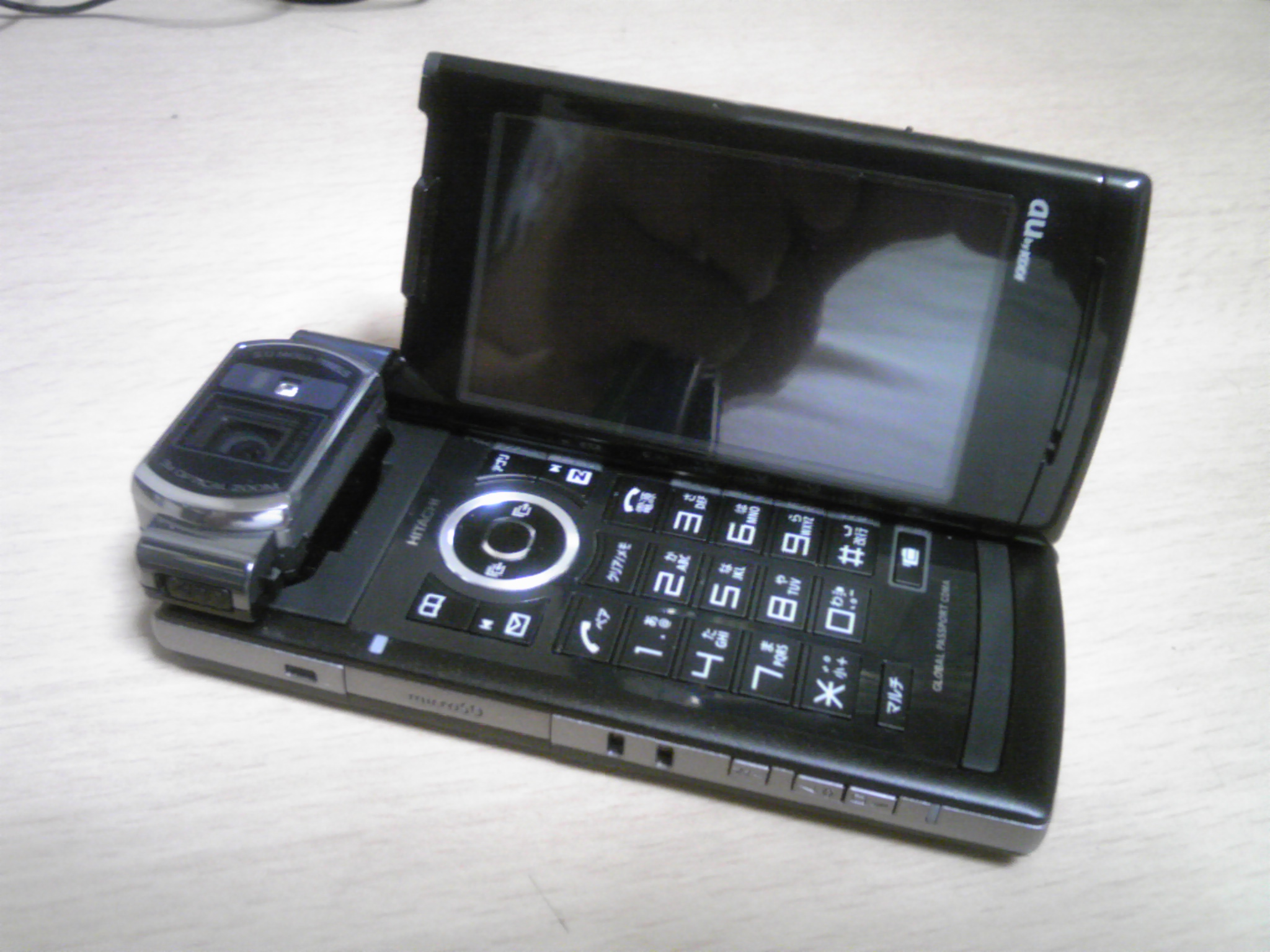
HIY01 手機
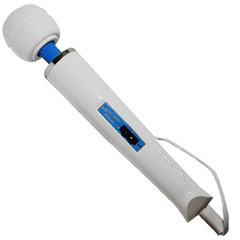
日立魔杖按摩器

## 外部連結
- 日立全球 （页面存档备份，存于）（英文）
- 日立日本 （页面存档备份，存于）（日語）
- 日立美國 （页面存档备份，存于）（英文）
- 日立環球儲存科技股份有限公司（英文）
- 香港日立有限公司 （页面存档备份，存于）（繁體中文）
- 日立電梯工程（香港）有限公司 （页面存档备份，存于）（繁體中文）
- Hitachi HK的Facebook專頁
- 日立在台灣 （页面存档备份，存于）（繁體中文）
- 台灣日立江森自控股份有限公司 （页面存档备份，存于）（繁體中文）
- 日立家電（台灣）股份有限公司 （页面存档备份，存于）（繁體中文）
- 日立（中国）有限公司 （页面存档备份，存于）（简体中文）
- 日立集团的影像门户网站 （页面存档备份，存于）（简体中文）
- 日立先端科技全球 （页面存档备份，存于）（简体中文）
- 省電達人的秘密基地的Facebook專頁
- 日立永大電梯股份有限公司 （页面存档备份，存于）（繁體中文）